# Hoplitis speculumoides
Hoplitis speculumoides là một loài Hymenoptera trong họ Megachilidae. Loài này được van der Zanden mô tả khoa học năm 1991.